# Arne Ragneborn
Arne Vilhelm Joel Ragneborn, född 13 juli 1926 i Hammarby församling, Uppland, död 5 januari 1978 i Kungsholms församling i Stockholm, var en svensk skådespelare, regissör och manusförfattare. Han var under en period gift med Gun Zacharias, känd socialarbetare i Stockholm och mor till hans dotter Ann Zacharias.

## Biografi
Under 1950-talet regisserade Ragneborn fem filmer, varav fyra var skildringar av missanpassade människor i samhället. Ragneborn själv spelade i flera svenska 1950-talsfilmer just missanpassad yngling, så kallade "rötägg". Efter att filmen Aldrig i livet stött på problem hos filmcensuren och blivit ett ekonomiskt fiasko lämnade han regiarbetet. Framöver dök han ibland upp i småroller i filmer och TV-serier, mer frekvent under mitten av 1970-talet. Hans sista roll var för TV i filmatiseringen av Thorsten Jonssons Järnspisrum från 1978, samma år som han avled. Arne Ragneborn är begravd på Skogskyrkogården i Stockholm.

## Filmografi
- 1954 – Farlig frihet (manus och regi)
- 1955 – 91 Karlsson rycker in (regi)
- 1955 – Paradiset (manus och regi)
- 1956 – Flamman (manus och regi)
- 1956 – Det händer i natt (manus och regi)
- 1957 – Aldrig i livet (manus och regi)

### Roller i urval
- 1978 – Järnspisrum (TV-film)
- 1977 – Psykningen (TV-film)
- 1977 – Hammarstads BK (TV-serie)
- 1976 – Engeln (TV-serie)
- 1976 – Hallo Baby
- 1976 – Drömmen om Amerika
- 1975 – Ungkarlshotellet
- 1973 – Anita – ur en tonårsflickas dagbok
- 1973 – Smutsiga fingrar
- 1970 – Tretton dagar (TV-serie)
- 1970 – Skräcken har 1000 ögon
- 1969 – Eva - den utstötta
- 1968 – Bombi Bitt och jag (TV-serie)
- 1964 – Henrik IV
- 1963 – Mordvapen till salu
- 1961 – Änglar, finns dom?
- 1957 – Aldrig i livet
- 1956 – Flamman
- 1955 – Paradiset
- 1954 – Farlig frihet
- 1954 – Café Lunchrasten
- 1953 – Fartfeber
- 1953 – I dimma dold
- 1953 – En skärgårdsnatt
- 1952 – Möte med livet
- 1951 – Leva på "Hoppet"
- 1950 – Den vita katten
- 1950 – Medan staden sover
- 1949 – Fängelse
- 1948 – Intill helvetets portar
- 1945 – Trötte Teodor
- 1944 – Prins Gustaf
- 1944 – Hets

## Teater

### Roller
| År   | Roll             | Produktion                                               | Regi                | Teater                   |
| ---- | ---------------- | -------------------------------------------------------- | ------------------- | ------------------------ |
| 1942 |                  | I vår Herres hage Josef Čapek och Karel Čapek            | Gösta Folke         | Vasateatern              |
| 1943 | Herodias page    | Salome Oscar Wilde                                       | Per-Axel Branner    | Nya Teatern              |
| 1943 | Barpojken        | Raid i natt (Flare Path) Terrence Rattigan               | Per-Axel Branner    | Nya teatern              |
| 1943 | Kocken           | Måsen (Чайка, Tjajka) Anton Tjechov                      | Per-Axel Branner    | Nya Teatern              |
| 1944 | Unge herr Webb   | Ja och nej (Yes and No) Kenneth Horne                    | Per-Axel Branner    | Nya Teatern              |
| 1948 | En kammartjänare | De vises sten Pär Lagerkvist                             | Alf Sjöberg         | Dramaten                 |
| 1949 | Roland Maule     | Fröjd för stunden Noël Coward                            | Lars-Levi Læstadius | Helsingborgs stadsteater |
| 1949 | Den unge bäraren | Upptäcktsresanden Stig Dagerman                          | Mats Johansson      | Helsingborgs stadsteater |
| 1949 | Jensen           | Vildanden Henrik Ibsen                                   | Lars-Levi Læstadius | Helsingborgs stadsteater |
| 1950 | Gnomer           | Don Perlimplins kärlek till Belisa Federico Garcia Lorca | Göran Gentele       | Dramaten                 |
| 1950 | Nigels Guldsmed  | Erik XIV August Strindberg                               | Alf Sjöberg         | Dramaten                 |
| 1951 | Nicholas Devize  | Kvinnan bör inte brännas Christopher Fry                 | Alf Sjöberg         | Dramaten                 |
| 1951 | Andre ligisten   | Simon trollkarlen Tore Zetterholm                        | Arne Ragneborn      | Dramaten                 |
| 1952 | En kammartjänare | De vises sten Pär Lagerkvist                             | Alf Sjöberg         | Dramaten                 |

### Regi
| År   | Produktion                 | Upphovsmän                   | Teater                   |
| ---- | -------------------------- | ---------------------------- | ------------------------ |
| 1949 | Slutna dörrar Huis clos    | Jean-Paul Sartre             | Helsingborgs stadsteater |
| 1949 | Askungen                   | Översättning Lennart Hedberg | Helsingborgs stadsteater |
| 1950 | En radiobragd Radio Rescue | Charlotte Chorpenning        | Dramaten                 |
| 1951 | Simon trollkarlen          | Tore Zetterholm              | Dramaten                 |
| 1952 | Furierna                   | Enrique Suáres de Deza       | Dramaten                 |

## Radioteater

### Roller
| År   | Roll     | Produktion                                 | Regi        |
| ---- | -------- | ------------------------------------------ | ----------- |
| 1948 | Pompejus | Antonius och Kleopatra William Shakespeare | Alf Sjöberg |